# Burgstall Bernbeuren
Der Burgstall Bernbeuren bezeichnet eine abgegangene mittelalterliche Höhenburg in Spornlage auf 825 m ü. NHN im Flurbereich „Auf der Burg“ etwa 500 Meter westsüdwestlich der Kirche von Bernbeuren im Landkreis Weilheim-Schongau in Bayern.
Von der ehemaligen Burganlage ist nichts erhalten, heute ist die Stelle als Bodendenkmal D-1-8230-0012 „Burgstall des hohen oder späten Mittelalters“ vom Bayerischen Landesamt für Denkmalpflege erfasst.